# 데이트~사랑이란 어떤 것일까~
《데이트~사랑이란 어떤 것일까~》(일본어: デート～恋とはどんなものかしら～)는 후지 TV 계열의 〈게츠쿠〉 시간대에서 2015년 1월 19일부터 3월 23일까지 방송된 일본의 텔레비전 드라마이다. 주연은 안.
9월 28일에, 스페셜 드라마 《데이트~사랑이란 어떤 것일까~2015 여름 비탕》이 방송되었다.
2016년 중국에서 리메이크가 제작되어 방송되었다.

## 개요
연애물로, 드라마의 무대는 요코하마시. 도쿄 대학 대학원 수리 과학 연구과로, 수리 모델인 마크로 경제로의 응용을 연구한 후, 내각부 경제 종합 연구과에 입소해, 현재는 요코하마 연구소에 종사 중인 야부시타 요리코와, 요리코의 동료로, “연애력 제로”인 남자 타니구치 타쿠미의 두 사람이 만들어 나가는 연애 코미디.

## 캐스트

### 주요 인물
야부시타 요리코 (29) - 안 (소녀 시절:우치다 아이)
요코하마 연구소 연구원. 도쿄 대학 대학원 졸업.
타니구치 타쿠미 (35) - 하세가와 히로키
고등유민이라 자칭하는 니트족.

### 요리코의 관계자
야부시타 토시오 (56) - 마츠시게 유타카
요리코의 아버지. 이타바시 구청 직원.
야부시타 사요코 (향년 39) - 와쿠이 에미
요리코의 어머니.
와시오 유타카 (26) - 나카지마 유토 (Hey! Say! JUMP)
스포츠 용품 메이커 영업부 사원. 토시오의 유도 동료.

### 타쿠미의 관계자
타니구치 루미 (61) - 후부키 준
타쿠미의 어머니. 회화 교실을 운영한다.
시마다 카오리 (32) - 쿠니나카 료코
소타로의 공무점에서 일한다.
시마다 소타로 (35) - 마츠오 사토루
타쿠미의 소꿉친구. 시마다 공무점 경영자.

## 스태프
- 각본 - 코사와 료타
- 음악 - 스미토모 노리히토
- 연출 - 타케우치 히데키, 이시카와 준이치, 도 코지
- 주제가 - chay 〈당신을 사랑해보았습니다〉 (워너 뮤직 재팬)
- 오프닝 - 더 피넛 〈뒤돌아보지 마〉 (킹레코드)
- 기획 - 나리카와 히로아키, 카노 유타
- 프로듀스 - 야마자키 준코
- 제작 - 후지 TV
- 제작 저작 - 쿄도 TV

## 방송 일자
| 각 화                                                       | 방송일          | 부제                                                                        | 연출            | 시청률 |
| ----------------------------------------------------------- | --------------- | --------------------------------------------------------------------------- | --------------- | ------ |
| 제1화                                                       | 2015년 1월 19일 | 사랑의 방법을 몰라요!! 계약으로 결혼이 가능해요!?                           | 타케우치 히데키 | 14.8%  |
| 제2화                                                       | 1월 26일        | 당신에게 의존하고 싶어!! 고등유민에게 사랑 가능해요?                        | 타케우치 히데키 | 13.6%  |
| 제3화                                                       | 2월 2일         | 첫 맞선은 미지와의 조우!? 연애 부적합녀를 구출해라!!                        | 이시카와 준이치 | 11.0%  |
| 제4화                                                       | 2월 9일         | 그녀가 연애 못하는 이유, 그가 고등유민이 된 이유.                           | 이시카와 준이치 | 12.4%  |
| 제5화                                                       | 2월 16일        | 무리해서 실행 숙박 계획!! 첫 키스는 파란의 개막!?                           | 타케우치 히데키 | 11.1%  |
| 제6화                                                       | 2월 23일        | 그녀의 본가에 첫 방문!! 기적 부르는 눈물의 레시피가 사랑의 열쇠!?           | 도 코지         | 11.6%  |
| 제7화                                                       | 3월 2일         | 부모의 마음을 아이는 모른다!? 어머니의 종활 결정 수단은 결혼!!              | 이시카와 준이치 | 10.4%  |
| 제8화                                                       | 3월 9일         | 마침내 결납!! 눈물의 진상 고백~진짜 사랑을 해보고 싶어                      | 타케우치 히데키 | 13.9%  |
| 제9화                                                       | 3월 16일        | 연애 못하는 두 사람이 진짜 사랑을 했다 고등유민 탄생의 비밀과 결혼식의 생각 | 이시카와 준이치 | 12.3%  |
| 최종화                                                      | 3월 23일        | 이런 사랑 고백, 있을 수 없어…!? 운명의 사랑이 일으키는 생일의 기적          | 타케우치 히데키 | 13.5%  |
| 평균 시청률 12.5% (시청률은 칸토 지구·비디오 리서치사 조사) |                 |                                                                             |                 |        |

- 첫회·제9화·최종화는 15분 확대.

## 같이 보기
- 약회연애구경시십마(约会恋爱究竟是什么) - 2017년 중화인민공화국에서 리메이크된 텔레비전 드라마.